# شمس آباد تشاهدغال (مقاطعة فهرج)
شمس‌آباد تشاهدغال (بالفارسية: شمس‌آباد چاهدگال) هي قرية تقع في ناحية نغين كوير في إيران. يقدر عدد سكانها بـ 161 نسمة .